# Suddivisioni amministrative della Cina per indice di sviluppo umano
     ≥ 0,800
     0,700 – 0,799
     0,550 – 0,699

Divisioni amministrative della Cina per indice di sviluppo umano, 2019.
≥ 0,800
0,700 – 0,799
0,550 – 0,699

Questa è una lista delle Suddivisioni della Cina per indice di sviluppo umano 2018.
| Posizione                   | Suddivisioni                | HDI 2018                    | Nazione comparabile         |
| Very high human development | Very high human development | Very high human development | Very high human development |
| --------------------------- | --------------------------- | --------------------------- | --------------------------- |
| –                           | Hong Kong                   | 0,944                       | Germania                    |
| 1                           | Pechino                     | 0,894                       | Spagna                      |
| –                           | Taiwan                      | 0,880                       | Estonia                     |
| 2                           | Shanghai                    | 0,867                       | Emirati Arabi Uniti         |
| 3                           | Tianjin                     | 0,850                       | Portogallo                  |
| 4                           | Jiangsu                     | 0,802                       | Seychelles                  |
| High human development      |                             |                             |                             |
| 5                           | Guangdong                   | 0,791                       | Albania                     |
| 6                           | Zhejiang                    | 0,789                       | Georgia                     |
| 7                           | Liaoning                    | 0,777                       | Saint Kitts e Nevis         |
| 8                           | Mongolia Interna            | 0,774                       | Antigua e Barbuda           |
| 9                           | Jilin                       | 0,767                       | Messico                     |
| 10                          | Shandong                    | 0,765                       | Thailandia                  |
| 11                          | Fujian                      | 0,764                       | Thailandia                  |
| 12                          | Hubei                       | 0,762                       | Grenada                     |
| 13                          | Chongqing                   | 0,759                       | Perù                        |
| –                           | Cina (media)                | 0,758                       | Ecuador                     |
| 14                          | Shaanxi                     | 0,756                       | Azerbaigian                 |
| 15                          | Hunan                       | 0,751                       | Ucraina                     |
| 16                          | Shanxi                      | 0,750                       | Ucraina                     |
| 16                          | Hainan                      | 0,750                       | Ucraina                     |
| 18                          | Heilongjiang                | 0,747                       | Rep. Dominicana             |
| 19                          | Ningxia                     | 0,745                       | Rep. Dominicana             |
| 20                          | Hebei                       | 0,737                       | Tunisia                     |
| 21                          | Henan                       | 0,732                       | Libano                      |
| 22                          | Xinjiang                    | 0,731                       | Libano                      |
| 23                          | Jiangxi                     | 0,727                       | Giamaica                    |
| 24                          | Guangxi                     | 0,726                       | Dominica                    |
| 25                          | Anhui                       | 0,724                       | Dominica                    |
| 26                          | Sichuan                     | 0,716                       | Tonga                       |
| Medium human development    |                             |                             |                             |
| 27                          | Gansu                       | 0,691                       | Palestina                   |
| 28                          | Qinghai                     | 0,686                       | Iraq                        |
| 29                          | Guizhou                     | 0,680                       | Marocco                     |
| 30                          | Yunnan                      | 0,672                       | Kirghizistan                |
| 31                          | Regione Autonoma del Tibet  | 0,585                       | Birmania                    |
| –                           | Macao                       | –                           | –                           |